# 望麒麟
望麒麟（咸豐年間—1895年），別名玉書或瑞卿，又被稱作「番秀才」，是一位埔里地區的佾生及化番頭人。他是埔里地區「黃望家族」的先祖之一。

## 生平
臺灣清治時期，埔社番頭人督律、澳漏等陸續過世後，當地部落無人領導，原有田地產業多遭佔據，地租也日益積欠，望麒麟於是向臺灣府北路理番鹿仔港海防捕盜同知彭鏊求助，該官隨後頒與公告讓其取得徵收埔里地區亢五租的權利。當時，望麒麟也與臺灣鎮總兵吳光亮在其駐守大埔城期間私下往來密切；日後，吳光亮在調返中國大陸前將其所擁有的一座神桌及一個明代青花瓷花瓶贈予望麒麟。
乙未戰爭時，望麒麟主張迎接日本官吏進入埔里，後在前往北港溪時遭暗殺並過世。
此外，在望麒麟在世時至日治末期間，水社地區邵族人在前往埔里地區過年時總會住在位於烏牛欄台地上的望麒麟宅第（後稱黃望古厝、埔里黃望古厝或埔里黃宅），並在連續數日間分成多個隊伍攜帶扁擔前往埔里盆地接受各平埔族聚落款待，再於離開時攜帶其所獲贈之豬肉乾、甜粿等禮物；當地人又稱之作「番仔收租」或「番仔過年」。

## 家庭
望麒麟育有獨生女望阿參。日後，望麒麟招贅當地漢人黃利用的長子黃敦仁與望阿參結婚。

## 紀念及遺跡

### 住宅
- 黃望古厝（埔里黃望古厝、埔里黃宅[4]）：望麒麟的宅第，於1907年及1999年因地震二度毀損並修復，為南投縣文化資產。[3][6]

## 外部連結
- 南投縣文化局兒童版- 歷史建築 - 南投縣政府文化局
- 埔里黃宅 - iCulture （页面存档备份，存于）